# Xã Ogden, Quận Riley, Kansas
Xã Ogden (tiếng Anh: Ogden Township) là một xã thuộc quận Riley, tiểu bang Kansas, Hoa Kỳ. Năm 2010, dân số của xã này là 2.519 người.